# Euparyphus apicalis
Euparyphus apicalis är en tvåvingeart som beskrevs av Daniel William Coquillett 1902. Euparyphus apicalis ingår i släktet Euparyphus och familjen vapenflugor. Inga underarter finns listade i Catalogue of Life.